# PEGilazione

Polietilenglicole

La PEGilazione è il processo di legame covalente della catena polimerica del Glicole polietilenico (PEG) ad un'altra molecola, normalmente un farmaco o una proteina terapeutica. La PEGilazione è di solito ottenuta tramite un reattivo derivato dal PEG con una molecola target. L'attacco covalente del PEG ad un farmaco o ad una proteina terapeutica può mascherare l'agente al sistema immunitario ospite (riducendone immunogenicità e antigenicità) e aumentarne le dimensioni idrodinamiche, diminuendone la clearance renale e prolungandone l'emivita.

## Storia
Intorno al 1970, Frank F. Davis, un professore di biochimica dell Rutgers University, si interessa nello sviluppo di un processo per rendere utilizzabili proteine bioattive di potenziale valore medico. Dopo molti studi, concluse che il legame di un polimero inerte e idrofilo potrebbe allungare l'emivita del farmaco nel sangue e controllare meglio l'immunogenicità delle proteine.  Proprio il PEG fu scelto come polimero ideale. Il team di Davis, Theodorus Van Es and Nicholas C. Palczuk condusse studi su animali e trovò che il legame del PEG estendeva di molto l'emivita nel sangue e controllava l'immunogenicità delle proteine, ottenendo così il brevetto  Abraham Abuchowski condusse in seguito vari studi su enzimi PEGilati. Davis e Abuchowski fondarono la Enzon, Inc., che portarono 3 farmaci PEGilati sul mercato.
La PEGilazione, aumentando il peso molecolare di una molecola, può portare a diversi miglioramenti farmacologici rispetto alla forma non modificata, come:
- Miglioramento della solubilità del farmaco
- Riduzione della frequenza di somministrazione senza diminuire l'efficacia, e con una potenziale riduzione della tossicità
- Maggior tempo di permanenza nel circolo sanguigno
- Aumento della stabilità del farmaco
- Miglioramento della protezione dalla degradazione proteolitica

Farmaci PEGilati hanno anche alcuni vantaggi commerciali:
- Nuove forme farmaceutiche e nuovi dosaggi
- Estensione del brevetto per farmaci approvati precedentemente

## Farmaci PEGilati in commercio
Il valore clinico della PEGilazione è ormai confermato da molti farmaci in commercio. ADAGEN (deaminasi di adenosina bovina PEGilata) prodotto dalla Enzon Pharmaceuticals, Inc., US è stata la prima proteina PEGilata approvata dalla Food and Drug Administration (FDA) nel 1990 per la sua entrata in commercio. Dopo l'introduzione sul mercato dell'ADAGEN, un gran numero di proteine e peptidi farmaceutici PEGilati sono stati messi in commercio e molti altri sono sottoposti a trial clinici o sono in via di sviluppo. Alcuni esempi di farmaci di successo sono:
- PEGvaliase: enzima fenilalanina ammoniaca liasiPEGilato ricombinante che converte la fenilalanina in ammoniaca e acido trans-cinnamico utilizzato per il trattamento della Fenilchetonuria (BioMarin Pharmaceutical)
- PEGASYS: interferone alfa PEGilato usato per trattare pazienti affetti da epatite C cronica e da epatite B(Hoffmann-La Roche)
- Pegintron: interferone alfa PEGilato usato per trattare pazienti affetti da epatite C cronica e da epatite B (Schering-Plough / Enzon)
- Oncaspar: L-Asparaginasi PEGilata per il trattamento della leucemia linfoblastica acuta in pazienti che sono ipersensibili alla forma nativa non modificata dell'L-Asparaginasi.
- Doxil/Caelyx: liposomi PEGilati contenenti doxorubicina per il trattamento del cancro (Ortho Biotech / Schering-Plough)
- Pegloticase (Krystexxa) - Uricasi PEGilata per i casi di gotta (Savient)
- Omontys: (PEGinesatide) - farmaco per il trattamento mensile di anemia associata a malattia renale cronica (Affymax/Takeda Pharmaceuticals, 2012)
- Cimzia: (Certolizumab Pegol) - per il trattamento dell'artrite reumatoide da moderata a grave e la malattia di Crohn, un disturbo infiammatorio gastrointestinale (Nektar/UCB Pharma, 2008)
- Mircera: Eritropoietina PEGilata per combattere l'anemia associata a malattia renale cronica (Roche, 2007)
- Macugen: (Pegaptanib) - usato nel trattamento della degenerazione maculare neovascolare legata all'età (Pfizer, 2004)
- Neulasta:fattore di crescita delle colonie di granulociti umano metionil ricombinante PEGilato per il trattamento delle forme gravi di neutropenia indotta dalla chemioterapia (Amgen, 2002)
- Somavert: (antagonista della muteina dell'ormone della crescita) - per il trattamento dell'acromegalia (Pfizer, 2002)
- Adagen: (adenosina deaminasi PEGilata) - per il trattamento della SCID (Immunodeficienza combinata grave) (Enzon, 1990)

## Proprietà del PEG
Il PEG è un polimero particolarmente interessante per la coniugazione. Il PEG ha caratteristiche particolarmente importanti che lo rendono utile alla causa farmaceutica:
- Solubilità in acqua
- Alta mobilità in soluzione
- Mancanza di tossicità e immunogenicità
- Riduce la clearance del farmaco aumentandone così l'emivita
- Distribuzione alterata nel corpo

## Processo di PEGilazione
Il primo passo della PEGilazione è la funzionalizzazione del polimero di PEG su uno o entrambi i terminali. Le molecole di PEG che sono attivate su entrambi i terminali con le stesse porzioni reattive sono conosciute come "omobifunzionali", mentre se i gruppi funzionali presenti sono differenti, allora il derivato PEG è nominato “eterobifunzionale” o “eterofunzionale”. I derivati chimicamente attivi del polimero di PEG vengono preparati per essere legati alla molecola desiderata.
I processi di PEGilazione complessivi finora utilizzati per la coniugazione con proteine possono essere divisi in due fasi: una fase di processo di soluzione in batch e un processo in fed-batch su colonna. Il processo batch semplice e comunemente adottata prevede la miscelazione dell'insieme dei reagenti in una soluzione tampone adatta, preferibilmente ad una temperatura compresa tra 4 e 6 °C, seguita dalla separazione e purificazione del prodotto desiderato utilizzando una tecnica adatta sulla base delle sue proprietà fisico-chimiche, come una cromatografia di esclusione molecolare (EC), cromatografia a scambio ionico (IEC), cromatografia di interazione idrofoba (HIC) e sistemi a due fasi di membrane o fase acquosa.
La scelta del gruppo funzionale adatto per il derivato PEG si basa sul tipo di disposizione del gruppo reattivo sulla molecola che sarà accoppiato al PEG. Per le proteine, acidi reattivi tipici includono gli amminoacidi lisina, cisteina, istidina, arginina, acido aspartico, acido glutammico, serina, treonina, tirosina. Il gruppo amminico N-terminale e l'acido carbossilico C-terminale possono anche essere usati come siti specifici di coniugazione con polimeri aldeidi funzionali.
Le tecniche utilizzate per formare la prima generazione dei derivati con PEG sono generalmente quelle di far reagire il polimero PEG con un gruppo che è reattivo con gruppi idrossilici, tipicamente anidridi, cloruri acidi, cloroformati e carbonati. Nella seconda generazione di PEGilazione sono stati utilizzati gruppi funzionali più efficaci come aldeidi, esteri, ammidi ecc. reso disponibile per la coniugazione.
Poiché le applicazioni di PEGilazione sono diventati sempre più avanzate e sofisticate, si è registrato un aumento del bisogno di PEG eterobifunzionali per coniugazione. Questi PEG eterobifunzionali sono molto utili nel collegare due entità, in cui è necessario uno spaziatore idrofilo, flessibile e biocompatibile. Gruppi terminali preferiti per PEG eterobifunzionali sono maleimmide, solfoni vinile, disolfuro piridile, ammine, acidi carbossilici ed esteri NHS.
La terza generazione di agenti di PEGilazione si è contraddistinta per la forma del polimero ramificata, sagomata a forma di pettine o di Y e mostrano viscosità ridotta e la mancanza di accumulo negli organi.

## Prospettive future
Sebbene alle spalle abbia quattro decenni di sviluppo e la tecnologia della PEGilazione abbia dimostrato i suoi vantaggi farmacologici e di accettabilità, la tecnologia ha carenze nel dimostrarsi commercialmente interessante e nell'avere un processo generico per produrre farmaci con specificità di PEGilazione alta. Molte sono comunque le ricerche nell'ambito della PEGilazione, soprattutto nell'ambito della produzione di farmaci biotecnologici, cercando di migliorare le metodologie attuali e cercando di introdurre variazioni di processo innovative.